# Karol Starzeński
Karol Starzeński herbu Lis (ur. 1860 w Górze Ropczyckiej, zm. 13 lutego 1921 w Warszawie) – hrabia, ziemianin.

## Życiorys
Urodził się 1860 w Górze Ropczyckiej. Był synem Kazimierza Starzeńskiego (1807-1877) i Marii z domu Smorągiewicz (1830-1903). Jego rodzeństwem byli: Edward (ur. 1854), Julia (ur. 1857, żona Mieczysława Deisenberga, a potem Czesława Zapalskiego), Kazimiera (ur. 1858, żona Tytusa Lemera).
Od 1892 był właścicielem dóbr Bereska. Od około 1910 był znawcą dóbr tabularnych w C. K. Sądzie Krajowym w Krakowie. Był honorowym sędzią pokoju wołyńskim.
28 stycznia 1888 w Krakowie poślubił Helenę Biesiadecką herbu Prus I (ur. 1868). Ich dziećmi byli: Kazimierz (1891-1986), Anna (ur. 1895), Róża (ur. 1896).
Zmarł po ciężkiej chorobie 13 lutego 1921. Został pochowany w grobowcu rodzinnym na cmentarzu Powązkowskim w Warszawie 19 lutego 1921.